# 珀納爾巴舍

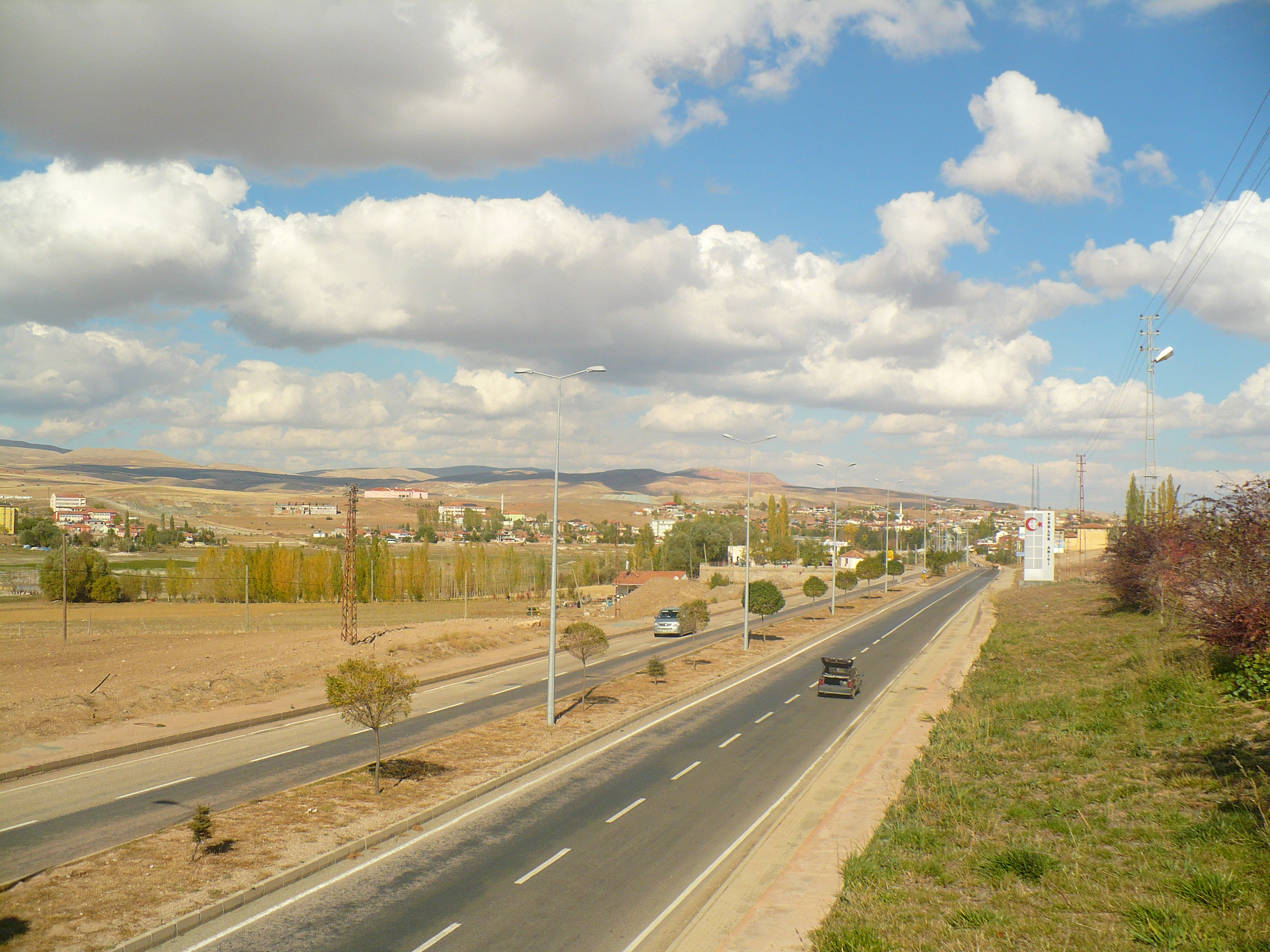

珀納爾巴舍是土耳其的城鎮，位於該國中部馬拉蒂亞以東，由開塞利省負責管轄，面積3,383平方公里，海拔高度1,330米，該鎮以馬匹和泉水聞名，2011年人口11,160。
38°43′19″N 36°23′28″E / 38.722°N 36.391°E